# بوم (فیلم)
بوم (به هندی: Boom) فیلمی محصول سال ۲۰۰۳ و به کارگردانی پانیت مالهوترا است. در این فیلم بازیگرانی همچون آمیتاب باچان، گلشن گروور، جکی شروف، زینت امان، کاترینا کایف، پادما لاکشمی، جاوید جعفری، سیما بیسواس، بو درک ایفای نقش کرده‌اند.